# Piotrowice
Piotrowice egy falu Közép-Lengyelországban, Varsó és Puławy között, a Visztula folyó mentén. Közigazgatásilag a Mazóviai vajdaság Otwocki járásához tartozó Karczew községhez tartozik. Népessége 352 fő volt 2013-ban.

## Fekvése
A Visztula jobb partján fekvő falu Góra Kalwariától 6 km-re keletre fekszik, 94 méteres tengerszint feletti magasságban. A 801-es út Wilga (16 km) felé teremt összeköttetést.

## Nevezetességek
- A falu mellett 2500 éves település nyomait tárták fel az ásatások.
- Tavak.

## Képtár

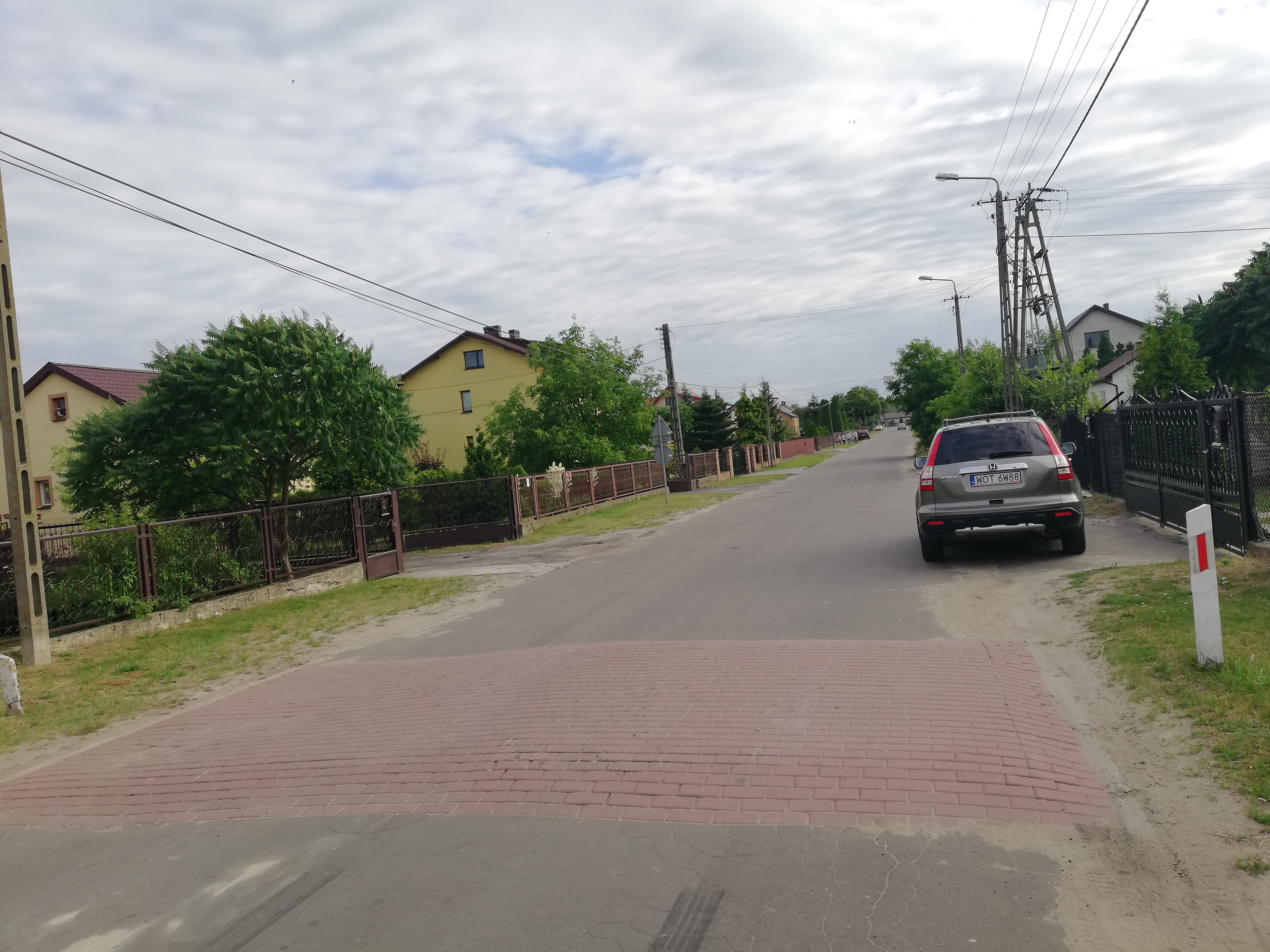
Kilátás az útról Piotrowice faluban
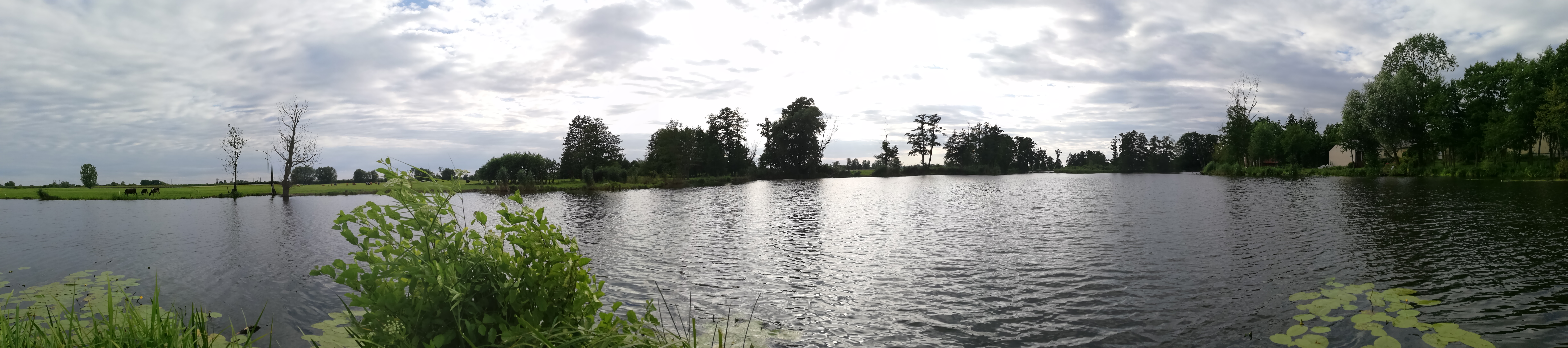
Tó panorámája Piotrowice faluban
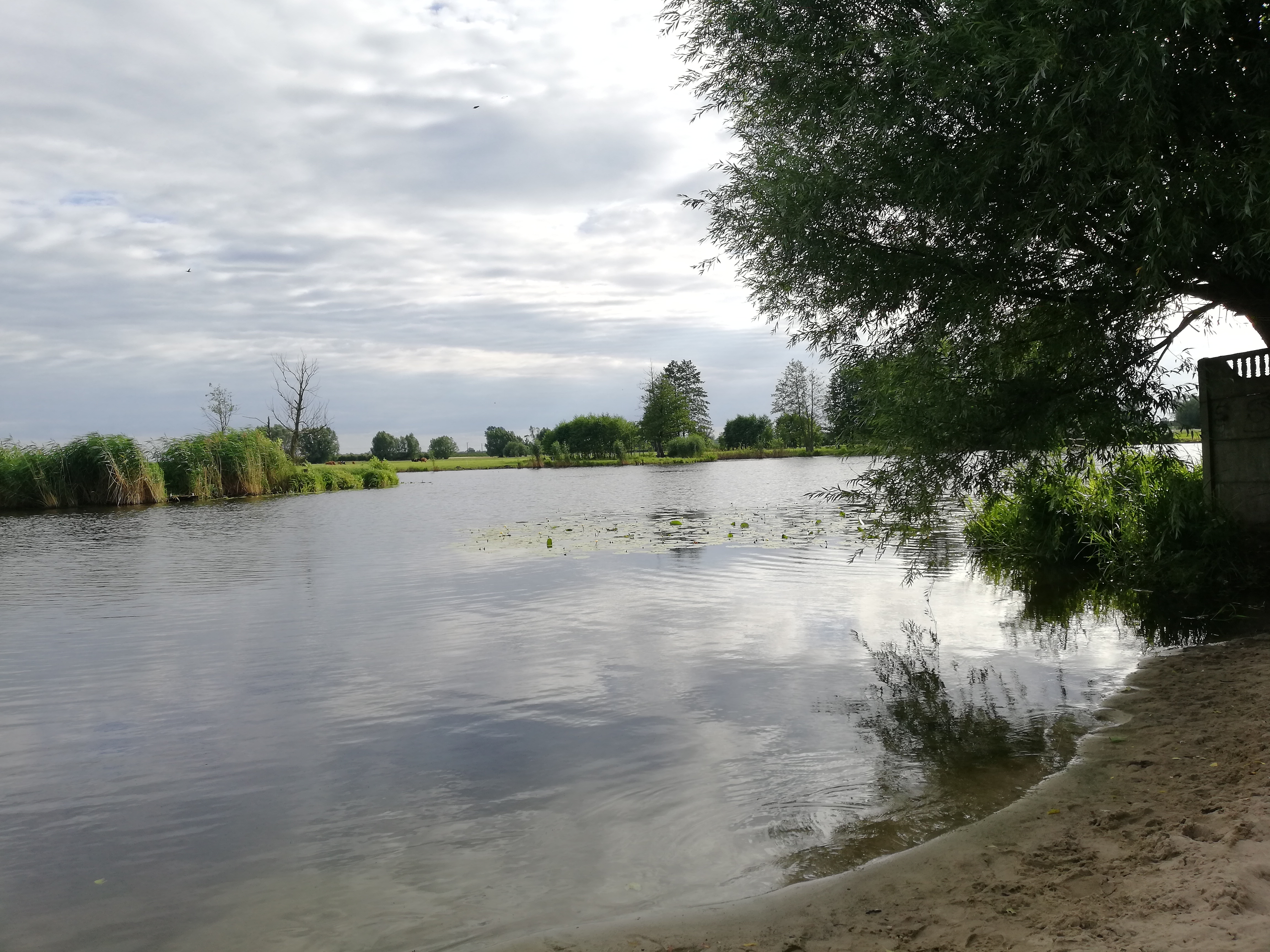
A Piotrowice-tó a községben
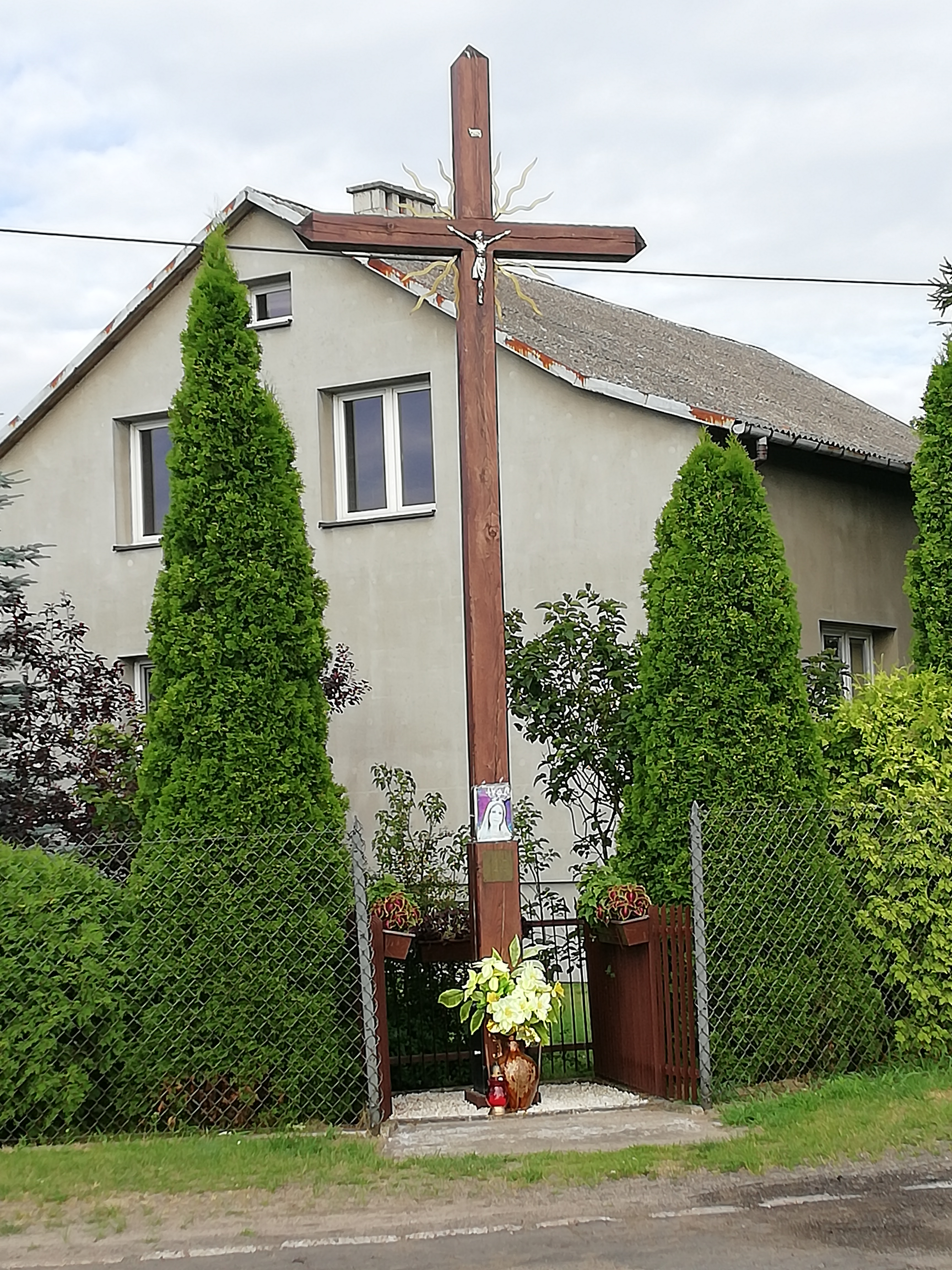
Egy kereszt Piotrowice központjában
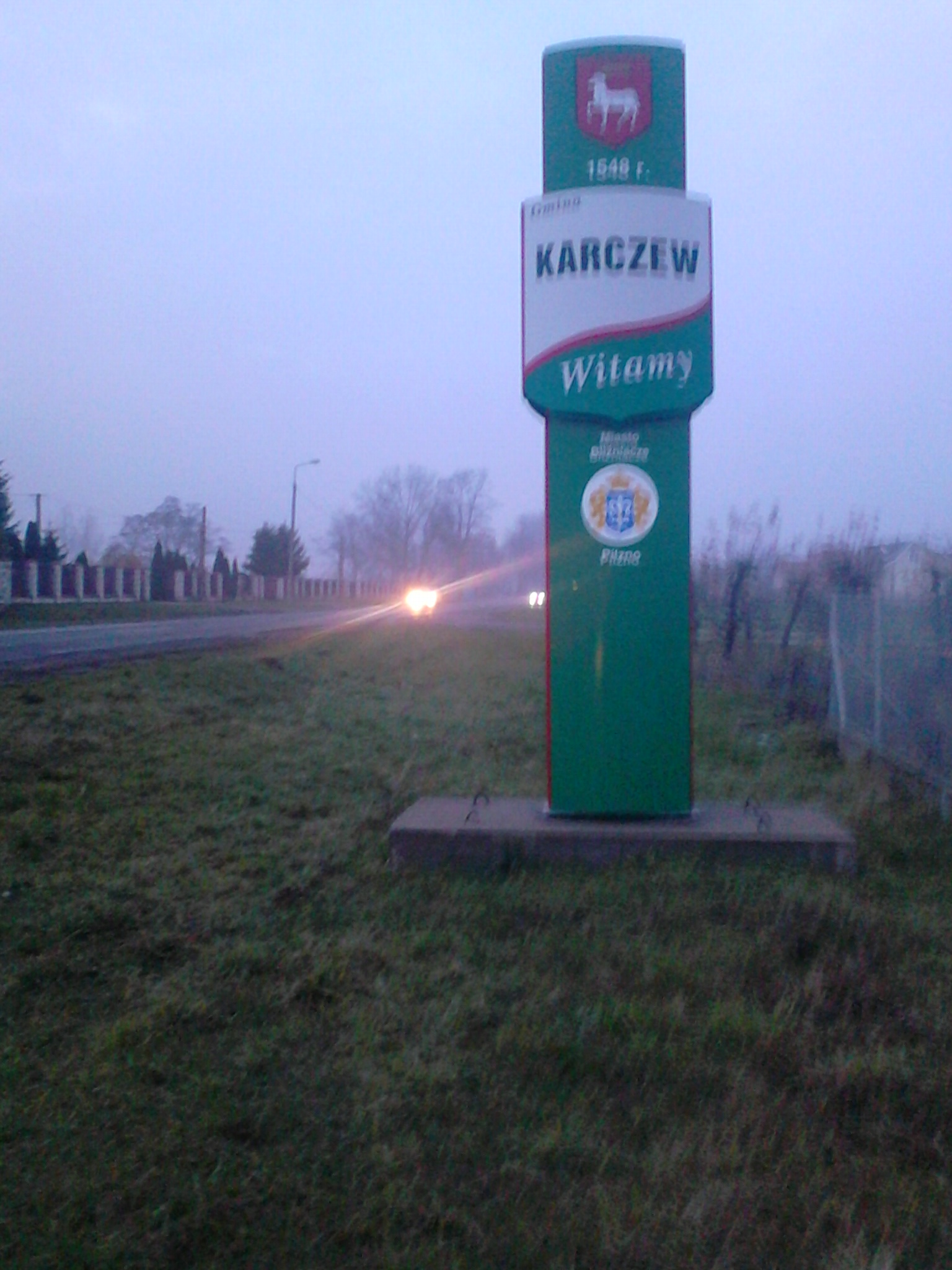
A község határán